# Johnny Anderson (Fußballspieler, 1929)
John „Johnny“ Anderson (* 8. Dezember 1929 in Barrhead; † 22. August 2001 in Leicester) war ein schottischer Fußballtorwart. Er war in den 1950er-Jahren als Torhüter des englischen Klubs Leicester City bekannt und dabei zumeist in der zweiten Liga unterwegs. Zweimal gelang ihm in den Jahren 1954 und 1957 mit den „Foxes“ der Aufstieg in die höchste englische Spielklasse. Darüber hinaus war er Teil des schottischen Kaders bei der WM-Endrunde 1954 in der Schweiz, stand dort jedoch nur in der Heimat „auf Abruf“ und kam folglich in beiden Gruppenspielen nicht zum Einsatz.

## Sportlicher Werdegang
Anderson begann seine sportliche Laufbahn im heimischen Barrhead beim unterklassigen FC Arthurlie, wo er bereits als talentierter Torhüter auffiel und zu Spielen in der schottischen Jugendauswahl kam. Im Dezember 1948 wechselte er zum englischen Zweitligisten Leicester City. Dort debütierte er am 6. April 1949 beim FC Barnsley (1:3). Stammspieler wurde er dann ab der Saison 1951/52, in der er 38 von 42 Meisterschaftsspiele bestritt und die „Foxes“ auf den fünften Platz führte. Diese Endplatzierung wiederholte er in der folgenden Spielzeit 1952/53, bevor er sein Team in der Saison 1953/54 als „dauerpräsente Nummer 1“ zur Zweitligameisterschaft und damit zum Aufstieg in die höchste englische Spielklasse führte. Damit geriet er auch in den Fokus der schottischen Nationalmannschaft im Vorfeld der WM-Endrunde 1954 in der Schweiz.
Am 25. Mai 1954 bestritt Anderson sein erstes (und einziges) Länderspiel für Schottland, das auswärts gegen Finnland mit 2:1 gewonnen wurde. Anschließend wurde er als Ersatzmann des Nationalkeepers Fred Martin für den schottischen 22-Mann-Kader nominiert, reiste aber nicht mit in die Schweiz, da er lediglich „auf Abruf“ in der Heimat weilte. Nach dem direkten Wiederabstieg mit Leicester als Tabellenvorletzter 1955 gelang in der Saison 1956/57 ein zweites Mal der Aufstieg in die erste englische Liga. Dort wurde er später von dem künftigen englischen Nationaltorwart Gordon Banks verdrängt und so wechselte er im Juni 1960 zum englischen Viertligisten Peterborough United, der von Jimmy Hagan trainiert wurde. Bei dem neuen Verein war Anderson nur als „Backup“ für Jack Walls eingeplant und absolvierte lediglich ein Spiel am 11. Oktober 1960 im Ligapokal gegen Preston North End (1:4). Drei der vier Gegentore wurden von Seiten der Presse als „Geschenke“ für den Gegner bewertet. Nach nur einem Jahr bei „Posh“ ließ Anderson bei Nuneaton Borough seine aktive Laufbahn ausklingen. Nach dem Fußball betrieb er in Leicester ein Geschäft als Maler und Lackierer. In seiner Wahlheimat verstarb er schließlich im August 2001 im Alter von 71 Jahren.